# Брахман и мангуст

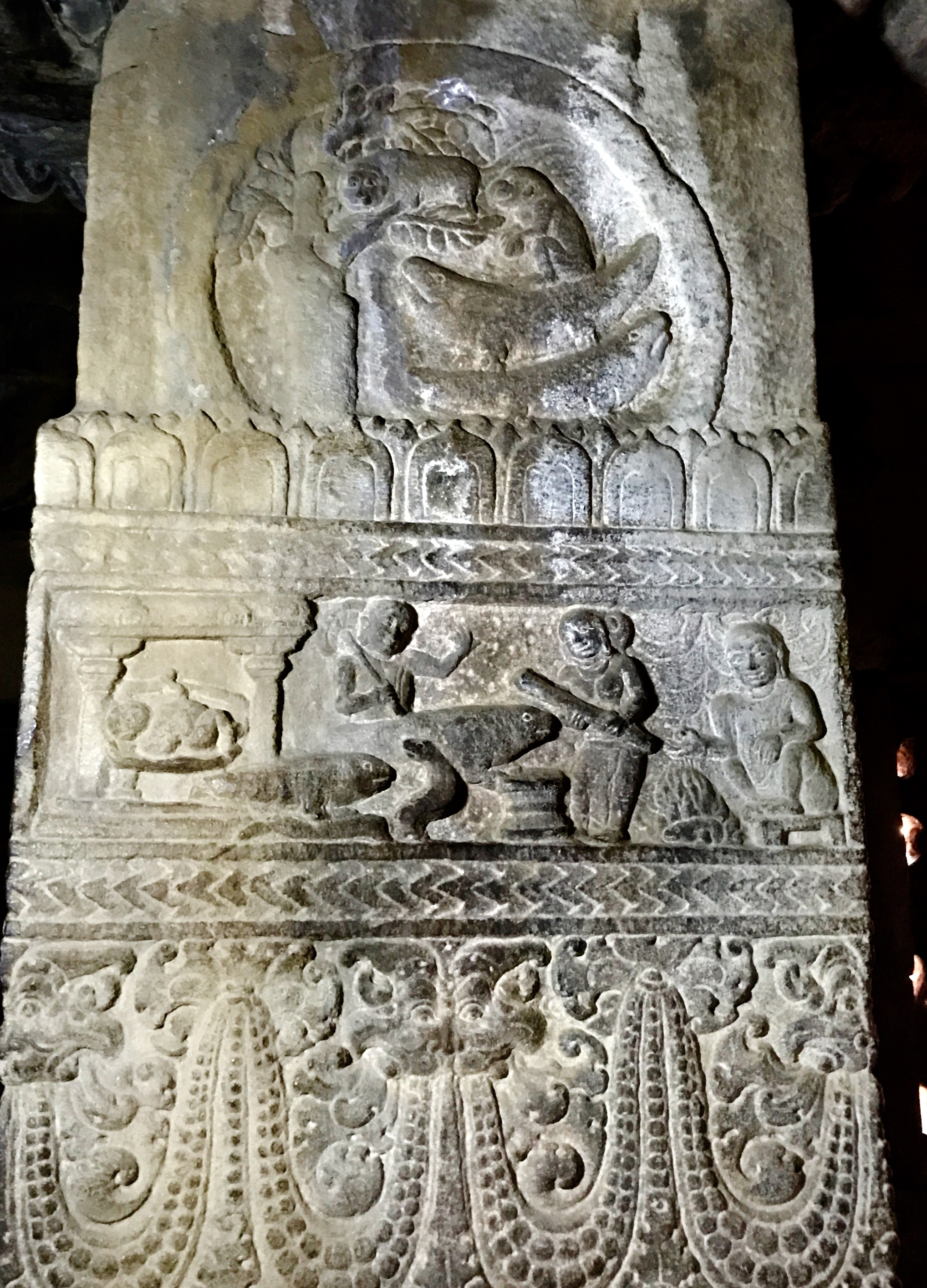
Барельеф храма Вирупакши 8-го века в Паттадакале (сюжет истории представлен на средней панели)

«Брахман и мангуст» («Жена брахмана и мангуст») — нравоучительный бродячий сюжет индийского происхождения, в котором описывается необдуманное убийство хозяином верного животного, что предостерегает от необдуманных и поспешных действий. Эта история получило распространение за пределами Индии, и нашла своё отражение в традициях многих народов. В частности, таких западноевропейских легендах, как история о Лливелине ап Иорверте и его собаке Гелерт в Уэльсе и святом Гинфорте во Франции. В указателе сюжетов фольклорной сказки Аарне-Томпсона эта история классифицируется под номером 178А.

## История
Фольклорный сюжет известный под названием «Брахман и мангуст» находит многочисленные параллели в различных индоевропейских культурах и литературных традициях, обработках, географически широко распространён, имеет древние корни и сводится в основном к следующему: человек вступает в дружественный союз с каким-либо верным животным, которое оказывает ему важную услугу, а он, первоначально не поняв этого, необдуманно убивает своего помощника и спасителя, после чего начинает сожалеть о содеянном.

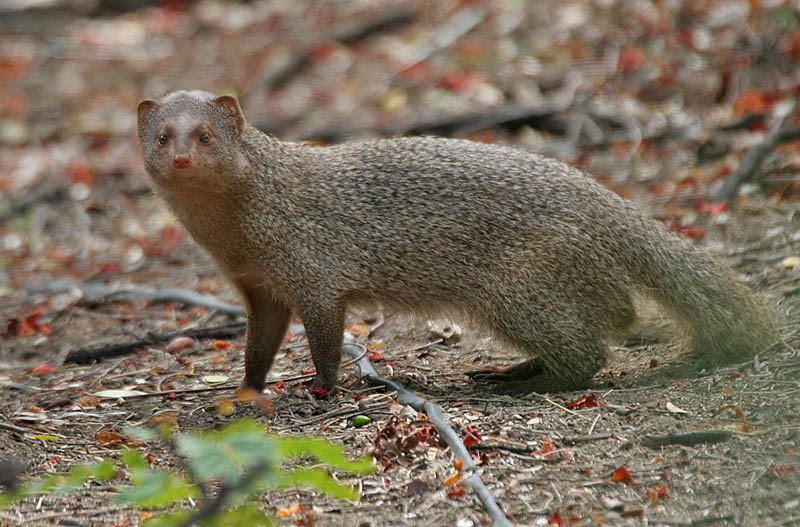
Обыкновенный мангуст
(Urva edwardsii)

По-видимому, одна из древнейших из дошедших до нас письменных версий этой мифологемы, имеющая более древние фольклорные истоки, зафиксирована в санскритском литературном памятнике — «Панчатантра» (буквально «пять принципов или текстов»), который  сложился к III—IV векам н. э. В пятой книге «Панчатантры» («Безрассудные поступки», рассказ первый) приводится следующая поучительная история.  В одном селении жил брахман по имени Девашарман, жена которого родила сына и ихневмона (мангуста). Она наравне со своим сыном ухаживала за животным: «кормила его грудью, умащивала, купала и всячески заботилась о нём». В отсутствие взрослых к ним домой вползла чёрная змея, чтобы напасть на ребёнка, но мангуст спасает ребёнка, убив змею. Однако он не получает заслуженной награды, а необдуманно был убит женой брахмана, которая приняла его за убийцу сына:
„Должно быть, этот злодей съел моего младенца“ и, не размышляя, в гневе бросила в него кувшин с водой. Когда же, не обращая внимания на ихневмона, сразу лишившегося жизни от удара кувшином, она пришла к себе домой, то ребенок лежал на своем месте, а около ложа она увидела большого чёрного змея, разорванного на куски. Тогда, скорбя сердцем из-за безрассудного убийства сына-благодетеля, она стала бить себя в голову, грудь и другие места.
Этот сюжет получил в фольклористике название «Брахман и мангуст» («Жена брахмана и мангуст») и в указателе сюжетов фольклорной сказки Аарне — Томпсона — Утера (АТУ) имеет номер 178А. В версии, изложенной в «Панчатантре», обращает на себя внимание значительная роль матери в развитии сюжета. В сборнике басен на санскрите в прозе и стихах «Хитопадеша», составленном в XII веке, брахман Мандхав при сходных обстоятельствах опрометчиво убил палкой мангуста, спасшего оставленного одного дома ребёнка от нападения «Чёрной Кобры».
По-видимому, независимо от индийского нарратива другая версия этого «бродячего» сюжета была записана греческим историком и географом Павсанием, во II веке н. э. Она представлена в его знаменитом энциклопедическом античном путеводителе «Описание Эллады» (Фокида. Х, 33, 9-10). Так, при описании города Амфиклеи (Офитеи) он приводит местную топонимическую легенду:
… один из правителей, подозревая, что его враги злоумышляют против его маленького сына, положил его в большой сосуд и скрыл его в той части страны, где, по его убеждению, ребенок будет в безопасности. На ребенка хотел напасть волк, но дракон, обвившись вокруг сосуда, зорко его оберегал. Когда отец пришел за ребенком, считая, что дракон хочет причинить вред его сыну, он, пустив в него дротик, убил как дракона, так вместе с драконом и своего сына. Но, узнав из рассказов пастухов, что он убил своего благодетеля и сторожа своего сына, он устроил погребальный костёр одновременно и дракону и сыну. Они говорят, что это местечко до сих пор похоже на горящий костёр и что от имени этого дракона и город получил свое название Офитеи (Змеиный).
Греческая версия значительно отличается от индийской: в ней змея (дракон) выступает в роли защитника, а не нападающей стороны, история заканчивается гибелью ребёнка, а также в развитии сюжета участвует волк, который присутствует в качестве персонажа в других вариациях этой темы.

## Рецепция
Этот сюжет был изучен в 1859 году Теодором Бенфеем, основоположником сравнительного литературоведения, создателем так называемой «миграционной теории». По его мнению, весь сюжетный фонд прозаического фольклора (за исключением басен о животных) имеет индийское происхождение. Немецкий филолог проводил сравнение различных фольклорных версий истории «Брахман и мангуст» в индийской, ближневосточной и в европейской традиции.  В 1884 году У. А. Клоустон (  англ. William Alexander Clouston) исследовал вопрос, о путях происхождения и бытовании этого сюжета в валлийских легендах. Американский лингвист Мюррей Барнсон Эмено (англ. Murray Barnson Emeneau) рассматривал миграцию этой истории из Индии в Уэльс как «один из наиболее достоверных случаев распространения народных сказок».
В западных вариантах истории, вместо мангуста, фигурируют другие животные, чаще всего собаки. Также имеются варианты, в которых представлен хорёк (ласка), кошка (в Персии), медведь или лев, а змея иногда заменяется волком (в Уэльсе). Однако суть истории остаётся прежней. Стюарт Блэкберн указывает, что хотя во многих литературных версиях именно мужчина убивает мангуста, в большинстве устных версий это делает женщина. Кроме того, как литературные, так и устные версии ставят женщину в центр истории, подчёркивая её материнские чувства к животному и горе от его смерти. Блэкберн утверждает, что основой истории является драма, разыгранная между матерью и её сыном, и предлагает некоторые интерпретации сюжета.
Эта история иногда помещалась в рамочную историю, где спаситель обвиняется по ошибке и рассказывает эту историю, тем самым предотвращая собственную смерть. Этот сюжет (лат. «Canis») содержит французский псевдоисторический средневековый стихотворный «Роман о семи мудрецах» (стихи 1163—1380), имеющий восточное происхождение и послуживший основой для десятков переработок и переложений романа на других европейских языках (в том числе и на древнерусском), где эта история неизменно присутствует. Нравоучительную притчу мизогинной направленности рассказывает мудрец (день первый) с целью отсрочить казнь оклеветанного мачехой сына короля Веспасиана. У знатных родителей живущих во дворце в Риме был единственный сын, которого они оставили под присмотром трёх кормилиц, уйдя на празднества по случаю травли медведя. Также во дворце осталась годовалая борзая «небывалой красы». «Змей, что был прозван Сатаной», вылез из щели в стене и напал на мальчика, в схватке со змеем пёс победил, убив и разорвав его в «клочья», но и сам сильно пострадал при этом. Вернувшиеся родители узнают от убегающих нянек, которые боялись, что их привлекут к ответственности за недосмотр, что пёс, как они ошибочно решили, убил ребёнка. После этого отец, сгоряча не разобравшись, отсёк собаке голову мечом. Однако позже выясняется, что мальчик цел и невредим, а пёс защитил его от «злого супостата»:
Хозяин стал от горя шал,
Уныл и тяжко задышал:
Зачем расправился с собакой,
Не разобравшись и без всякой
Её вины, убив мечом,

Не виноватую ни в чём?
В стихотворном романе «Долопатос, или история о царе и семи мудрецах», примыкающем к циклу «Книги о семи мудрецах», также присутствует нарратив об ошибочно убитой собаке; история эта должна показать насколько опасны и несправедливы могут быть поспешные решения.
В другом французском варианте на место мангуста поставлена охотничья собака по кличке Гинфорт. Согласно легенде она жила в XIII веке в исторической области Домб, севернее Лиона, что на востоке Франции. После своей смерти она стала почитаться в крестьянской среде (в основном среди матерей) как местночтимый святой, не признанный официальной церковью. Она принадлежала местному рыцарю, который приняв поспешное решение убил Гинфорта, который спас ребёнка от змеи, вползшей в детскую комнату во время отсутствия отца. Поняв свою ошибку, рыцарь и вся его семья с почестями похоронили собаку: бросили её на дно колодца у ворот замка, устроив для Гинфорта склеп. Вскоре местные жители признали Гинфорта святым, заметив, что он покровительствует младенцам, и стали «почитать пса как мученика». Средневековый текст инквизитора Этьена де Бурбона, посвящённый истории Гинфорта, из его сборника «Исторические анекдоты, легенды и апологии» (Exemplum № 370) был известен учёным с середины XIX века и стал предметом изучения многих медиевистов«Святая борзая. Гинфор, целитель детей (начиная с XIII в.)».

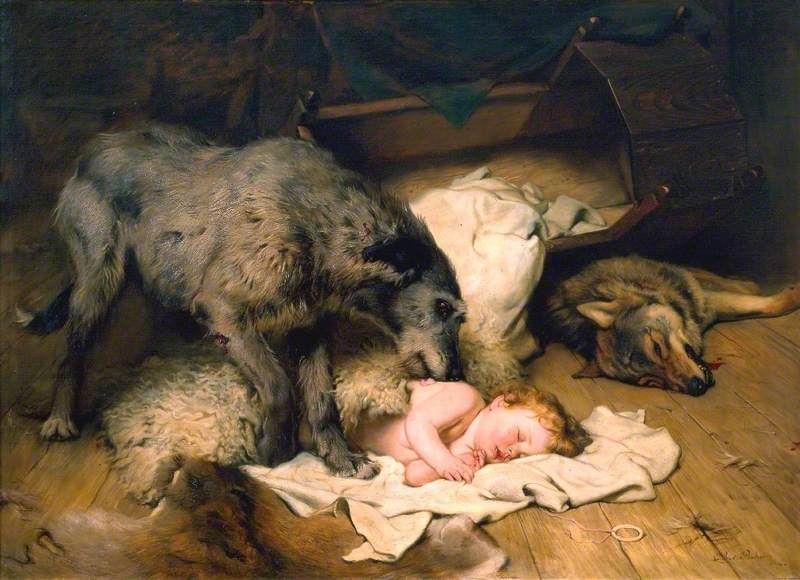
Чарльз Бартон Барбер. «Гелерт» (1894)

В известной валлийской легенде собака по кличке Гелерт принадлежала принцу (позднее правителю) королевства Гвинед — Лливелину ап Иорверту, которой он доверял охранять колыбель со своим маленьким сыном, когда отсутствовал. Однажды он ушёл охотиться и оставил Гелерта со своим маленьким сыном, а когда вернулся, увидел перевёрнутую колыбель и спящего Гелерта со следами крови. Лливелин подумал, что пёс растерзал его сына, достал свой меч и убил Гелерта. После этого он услышал плач сына, лежащего рядом с мёртвым волком. Тогда принц всё понял и со всеми почестями похоронил пса.
Британский этнограф и агиограф Сабин Бэринг-Гулд в своей книге «Мифы и легенды Средневековья» в главе «Пёс Гелерт» относит к этому сюжету также некоторые фольклорные сказки. Так, по её мнению, к этой традиции примыкает сказка братьев Гримм «Старый Султан» (нем. Der alte Sultan, KHM 48; согласно фольклорному классификатору ATU 101, 103, 104). В этой сказке неблагодарный хозяин решил убить свою старую собаку по кличке Султан и советовался с женой, как это сделать. Султан подслушал этот разговор и пожаловался волку, который предложил план, в результате которого хозяин пожалеет своего пса. На следующий день, когда человек собирался на работу, волк сделал вид, что хочет утащить ребёнка из колыбели, при этом Султан атаковал его и спас малыша. План увенчался успехом, однако пёс и волк поссорились, из-за того что волк хотел безнаказанно причинять ущерб собственности хозяина пса. Народные сказки с близкими мотивами распространены по всей Европе. Например, в странах бывшего СССР известна украинская народная сказка «Серко» благодаря мультипликационному фильму «Жил-был пёс».
Российские составители каталога «Тематическая классификация и распределение фольклорно-мифологических мотивов по ареалам» приводят обновляемый список существования этого сюжета (по их классификации раздел H. — «Потерянный рай»; мотив 49 — «Убитый пёс стремился спасти ребёнка») в различных регионах и у народов, включающего в себя в настоящее время около пятидесяти традиций мира.